# Cecily Decker
Cecily Decker (16 maggio 1998) è un'ex sciatrice alpina statunitense.

## Biografia
Attiva in gare FIS dal dicembre del 2014, in Nor-Am Cup la Decker ha esordito il 15 dicembre 2014 a Panorama in supergigante, senza completare la prova, e ha conquistato la sua unica vittoria, nonché unico podio, il 10 dicembre 2015 a Lake Louise in discesa libera. Il 21 marzo 2019 ha disputato a Sugarloaf in combinata la sua ultima gara nel circuito, senza completarla; si è ritirata al termine di quella stessa stagione 2018-2019 e la sua ultima gara in carriera è stata lo slalom speciale dei Campionati statunitensi juniores 2019 disputato a Waterville Valley il 29 marzo, non completato dalla Decker. Non ha debuttato in Coppa del Mondo né preso parte a rassegne olimpiche o iridate.

## Palmarès

### Nor-Am Cup
- Miglior piazzamento in classifica generale: 20ª nel 2016
- 1 podio:
  - 1 vittoria

#### Nor-Am Cup - vittorie
| Data             | Località    | Paese  | Specialità |
| ---------------- | ----------- | ------ | ---------- |
| 10 dicembre 2015 | Lake Louise | Canada | DH         |

Legenda:

DH = Discesa libera